# Ceratitis penicillata
Ceratitis penicillata
 es una especie de insecto del género Ceratitis de la familia Tephritidae del orden Diptera. 
Jacques-Marie-Frangile Bigot la describió científicamente por primera vez en el año 1891.